# Moses Abraham Wolff

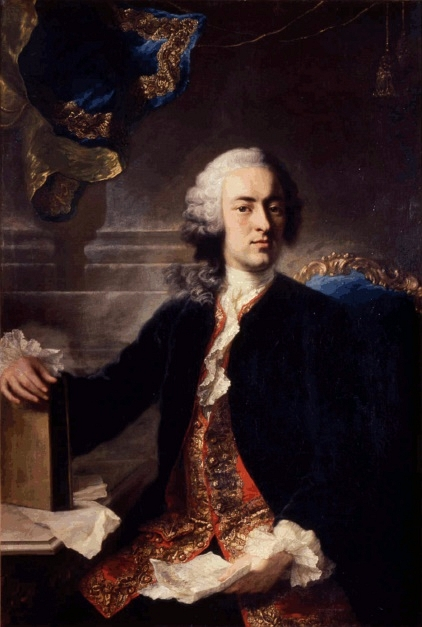
Moses Wolff, um 1750 gemalt von George Desmarées

Moses Abraham Wolff (hebräisch משה אברהם וואָלף) auch Mosche ben Awraham Neuwied genannt; (* 1713 in Neuwied; † 16. September 1802 in Bonn) war kurfürstlicher Leibarzt von Clemens August, dem Kurfürsten und Erzbischof von Köln. Auch unter den Nachfolgern behielt er diese Funktion und war außerdem Leiter der Landjudenschaft des Kurfürstentums Köln sowie Hoffaktor.

## Leben
Moses Abraham Wolff war ein Sohn von Abraham Halevi († 5. Oktober 1750) und Gutrat († 28. Februar 1759), Tochter von Josef Wallich aus Bonn. Nach dem Besuch des Jesuitengymnasiums in Koblenz und des Adolfinum Gymnasiums in Moers studierte Wolff ab 1733 Medizin an der Universität Duisburg, und im Anschluss an der Universität Halle, wo er am 5. Oktober 1737 mit der Dissertationsschrift De Morborum Inconsulta Ratione Suppressorum Revocatione zum Dr. med. promoviert wurde. Nach der Niederlassung in Bonn im Jahr 1740 vermählte er sich mit der Tochter des ärztlichen Kollegen Daniel Meyer (hebräisch דניאל מאייר) Sarah (hebräisch שרה jiddisch Särche). Noch vor 1764 hatte er das Privileg, außerhalb der Judengasse wohnen zu dürfen. 1781 konnte Wolff mit kurfürstlicher Genehmigung ein Haus außerhalb der von den Rheinhochwassern bedrohten Judengasse erwerben und damit das faktische Bonner Ghetto verlassen. Wolffs Sohn Abraham († 1839) wurde nach dem Medizinstudium in Erfurt erst niedergelassener Arzt in Koblenz und dann preußischer Kreisphysikus von Sankt Goar. Sohn Samuel († 1836) arbeitete als Bankier und Hofagent (Hoffaktor).

## Wirken
Als Clemens August im Jahr 1738 ernstlich erkrankt war und im Konsilium seiner Leibärzte keine Einigkeit über die Behandlung herrschte, beauftragte der Erzbischof Wolff, als er erfuhr, dass dieser eine von den Leibärzten abweichende Behandlungsmethode anbot. Nachdem Clemens August von seiner Krankheit genesen war, ernannte er Wolff zu seinem Leibarzt und verlieh ihm den Titel kurfürstlicher Geheimrat. Im Testament des Kurfürsten wurden Wolff als Leibmedicus 800 Gulden vermacht, den kurtrierischen nur jeweils 500.
Während Wolffs Amtszeit als kurfürstlicher Leibarzt wurden wesentliche Edikte zur gesundheitlichen Verbesserung im Kurfürstentum erlassen, insbesondere im Bereich der Lebensmittelhygiene allgemein 1744 und zur Fleischhygiene 1759, wobei den Juden mit „Geleydsbrieff“, also Schutzbrief („verglaeideten Juden“) die Beibehaltung ihrer eigenen Schlachtung erlaubt wurde. Als angesehener Arzt der Stadt und Vorstand der jüdischen Gemeinde in Bonn war Wolff für seine Wohltätigkeit und Gastfreundlichkeit berühmt.
Der Wahrheitsgehalt seiner erfolgreichen augenheilkundlichen Behandlung von Papst Clemens XIII. in Rom ist umstritten.

## Bedeutung
Der Aufstieg eines jüdischen Gelehrten zu solchen Regierungsfunktionen in einem geistlichen Fürstentum ist ein Beleg für die religiöse Toleranz der Aufklärungszeit, wie sie sich auch im gleichzeitigen Wirken des protestantischen Leibarztes Christoph Ludwig Hoffmann in den westfälischen Gebieten des Kurstaats zeigt. Wolffs Position war ein wichtiger Schritt in der Judenemanzipation im deutschsprachigen Raum. Juden waren auch sein Vorgänger als kurfürstlicher Leibarzt (und Schwiegervater) Dr. Daniel Meyer († 1744) und der Leibarzt von Kurfürst Maximilian Franz in dessen zusätzlicher Funktion als Hochmeister des Deutschen Ordens in Mergentheim, Samuel Baruch, auch Samuel Simon, Samuel Bonn oder Samuel Doktor genannt, Bruder des kurkölnischen Hoffaktors Baruch Simon. In der zunehmend nationalistischen Geschichtsschreibung des späten 19. Jahrhunderts fand dieser jüdische Beitrag zur deutschen Gesundheitspolitik kaum Beachtung. Die Wiederentdeckung solcher Beiträge durch den Rabbiner und Historiker Adolf Kober wurde durch dessen erzwungene Emigration in die USA 1939 abgebrochen.